# Raymond Roussel
Raymond Roussel (Paris, 20 de janeiro de 1877 - Palermo, 14 de julho de 1933) foi um escritor, dramaturgo e poeta francês. Foi um dos precursores do surrealismo, famoso pelo caráter desconcertante e excêntrico de sua obra, que combina elementos sobrenaturais e jogos linguísticos. As suas obras foram: Impressões da África (1910) e Locus solus (1914).

## Obras
Ordem cronológica da edição original:
- La Doublure, roman en vers, Alphonse Lemerre éditeur, 1897
- « Mon âme »[2], poème publié dans Le Gaulois, 12 juillet 1897
- Chiquenaude, récit, Alphonse Lemerre éditeur, 1900
- « La Vue », poème, in Le Gaulois du dimanche,[3] 18-19 avril 1903
- « Le Concert » in Le Gaulois du dimanche, 27-28 juin 1903
- La Vue, suivi de Le Concert et La Source, Alphonse Lemerre éditeur, 1904
- « L'Inconsolable » in Le Gaulois du dimanche, 10-11 septembre 1904
- « Têtes de carton du carnaval de Nice » in Le Gaulois du dimanche, 26-27 septembre 1904
- « Nanon » in Le Gaulois du dimanche, 14-15 septembre 1907
- « Une page du folk-lore breton » in Le Gaulois du dimanche, 6-7 juin 1908
- Impressions d'Afrique, roman publié en feuilleton in Le Gaulois du dimanche du 10 juillet au 20 novembre 1909 ; puis édité par Alphonse Lemerre, 1910
- Locus Solus, Alphonse Lemerre éditeur, 1914[4]
- « Quelques heures à Bougival » in Le Gaulois du dimanche du 6 décembre 1913 au 28 mars 1914
- L'Allée aux lucioles, roman commencé en 1914 et inachevé[5]
- Pages choisies d'Impressions d'Afrique et de Locus Solus, Alphonse Lemerre, 1918
- L'Étoile au front, théâtre, Alphonse Lemerre, 1925
- La Poussière de soleils, théâtre, Alphonse Lemerre, 1927
- Nouvelles Impressions d'Afrique, suivi de L'Âme de Victor Hugo, Alphonse Lemerre, 1932
- Comment j'ai écrit certains de mes livres, Alphonse Lemerre, 1935
- Indications pour 59 dessins, Cahiers GLM, mars 1939
- Flio, texte inédit présenté par Michel Leiris in Bizarre, 1964, p. 2-13
- Épaves (1911-1932), À la Havane, Damiette, inédits, Pauvert, 1972
- La Seine suivi de La Tonsure, inédits, « Œuvres III », Fayard, 1994
- Les Noces, roman en vers inédit et inachevé, « Œuvre inédite » tome V-VI, Fayard, 1998